# Накараде
Накараде (алб. Nakaradë) су насеље у општини Косово Поље, Косово и Метохија, Република Србија.

## Становништво
| Демографија | Демографија | Демографија |
| Година      | Становника  | Становника  |
| ----------- | ----------- | ----------- |
| 1948.       | 82          |             |
| 1953.       | 89          |             |
| 1961.       | 269         |             |
| 1971.       | 665         |             |
| 1981.       | 1.137       |             |
| 1991.       | 1.306       |             |